# Marina Lapina
Marina Lapina, född 6 mars 1981, är en friidrottare från Azerbajdzjan. Hon deltog vid olympiska sommarspelen 2004.